# Chutes Triplet
Les chutes Triplet, en anglais Triplet Falls, sont des chutes d'eau situées dans l'état de Victoria, dans le parc national Great Otway, en Australie.